# 松園尚巳
松園 尚巳（まつぞの ひさみ、1922年7月15日 - 1994年12月15日）は、ヤクルト本社名誉会長、ヤクルトスワローズの初代オーナー、  長崎新聞社長、長崎文化放送初代代表取締役会長を務めた実業家。双子の兄は同じくヤクルトスワローズのオーナーを務めた松園直已。

## 来歴・人物
長崎県南松浦郡三井楽町（現：五島市）出身。法政大学工業学校を卒業し、法政大学専門部を中退。その後は海産物やビワなどの行商で生計を立てながら起業資金を蓄えていった。
そうした折、1954年に福岡で乳酸菌飲料「ヤクルト」の販売をしていた従兄弟の山下嘉一から、全国のヤクルトの販売会社を統合した本社組織を立ち上げると聞いた松園は、ヤクルトの創業者永松昇を訪ねて事業参入の許可をもらい、学生時代に住んでいた八王子を拠点にヤクルトの販売業務を始め、1956年6月に関東ヤクルト製造を設立した。松園は意欲的に事業を拡大して横浜・札幌へも進出し、また積極的に株式を取得して保有数を伸ばすことで本社内での地位を急速に高め、1957年には早くも取締役総務部長に昇進し、1959年には全国ヤクルト製造協同組合の理事長に就任した。
1967年、ヤクルト本社の社長に就任（1988年3月まで21年）。1969年3月、産経新聞社からサンケイアトムズ（現在の東京ヤクルトスワローズ）を買収し、同球団のオーナーに就任する。
1977年、長崎新聞社の社長に就任し、1988年まで務める。地方版を充実させ、プロ野球公式戦開催、県観光連盟とタイアップした「新観光百選」の制定などに取り組んだ。
1989年、長崎文化放送初代代表取締役会長に就任。
1988年4月、病気により副社長の桑原潤に社長職を譲り、スワローズについては球団社長の相馬和夫にオーナー職を代行させた（桑原は1989年10月に相馬の代行職を解き自ら球団オーナー代行に就任）。
1994年12月15日、心不全のため死去。72歳没。
松園家の資産管理団体である「松尚株式会社」は、現在もなおヤクルト本社の株式を多数保持しており、ヤクルト本社の有価証券報告書にフジ・メディア・ホールディングス、みずほ銀行、キリンビバレッジ、共進会（ヤクルト販売会社を会員とする持株会）等と並んで、大株主として記載されている。

## 人物・逸話

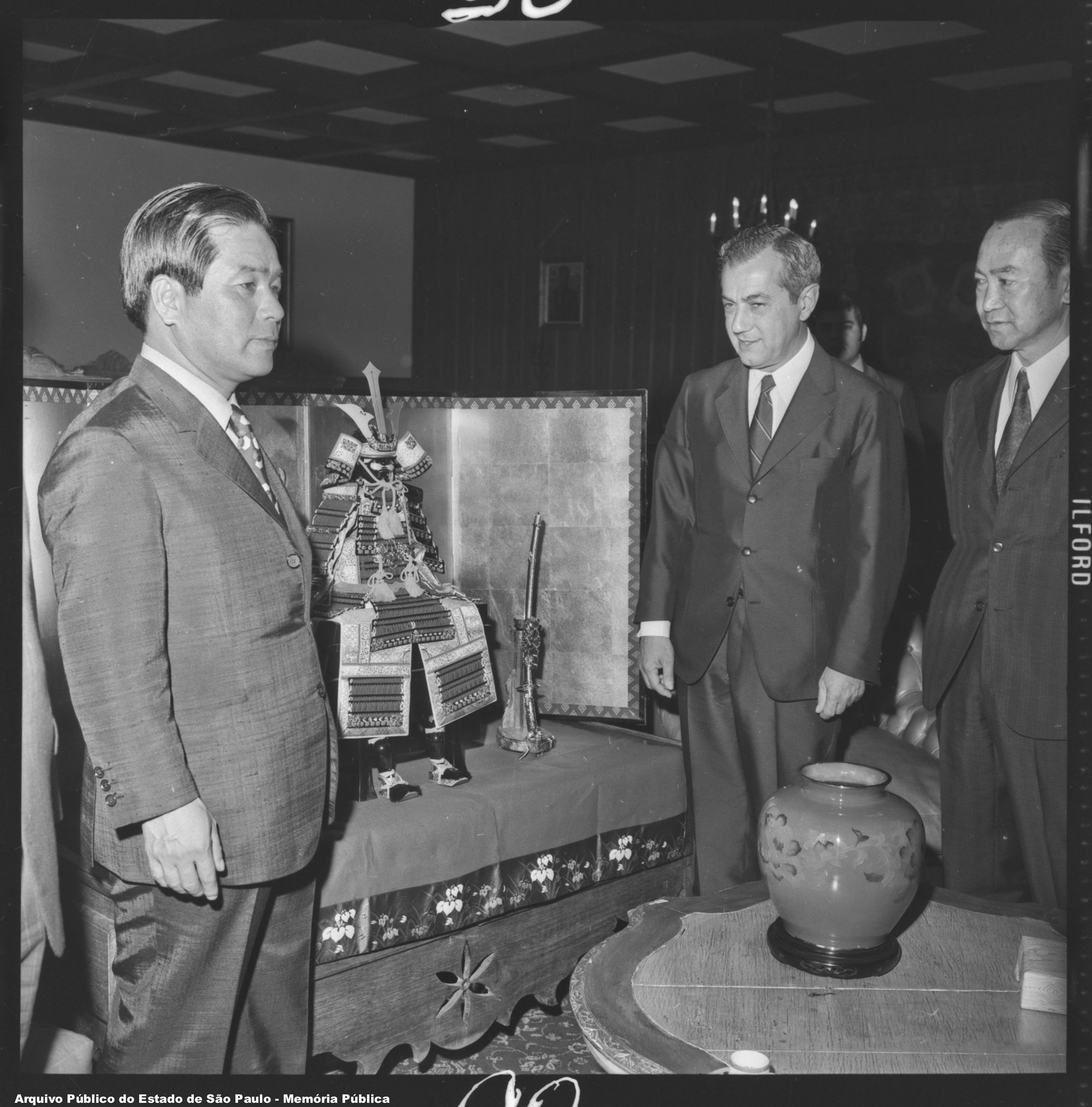
ラウド・ナテルサンパウロ州知事を訪問した際の松園尚巳（左）。1971年。

球団オーナーとしては「ファミリー主義」を標榜し、常々「野球人たる前に社会人たれ」と説いた。そのため松園は選手への「人間教育」を非常に重視しており、1969年の球団買収直後には球団フロント全員を集めて「フロントは選手の人格養成と生活指導に重点をおくよう」強く要望した。松園はその理念を三原脩に対して「野球の選手は、三十そこそこの一般人なら働きざかりというとき、選手寿命が終わる。そのときに世間に通用しないような片輪の人間になっていたら、これほど不幸なことはないでしょう。選手をやめたあとには、まだ大事な人生の半分以上が残っているわけです。この残りの人生を不幸にしてはいけないと思っています」と語っている。また広岡達朗には、監督就任に際して「縁あってドラフトでうちに来た選手を育ててくれ」と求め、広岡もこの考え方に共感して監督業ではまず自前の若手を徹底的に鍛えて育て上げることに努めた。
その一方で、お気に入りの選手をタニマチ的に可愛がり、監督が松園のお気に入りの選手を交換トレード要員に指名すると、現場に介入してトレードを止めさせ、これが三原や広岡との衝突の一因となった。また、1985年に日本プロ野球選手会が労働組合を結成した際には、ヤクルト選手会に命令して労働組合から脱退させたり、若松勉が「もう少し契約更改で粘って下さいよ、そうしないと僕たちの給料も上がりません」と若手選手たちに頼み込まれて契約保留を重ねた際には、若松を呼びつけて「じゃあ、おまえ、トレードで他の球団へ行くか？」と言ったという。
自身が巨人ファンであることを公言し、「巨人戦には勝たなくていい」などの発言で物議を醸し、世間の非難を浴びた（野球協約が禁止する敗退行為に抵触する恐れがある）。
1979年オフには、球団が前年の日本一から一転して最下位になったことに怒りを爆発させ、選手に「高い給料をもらっている身分でだらけた野球をすることは許さない、本業の仕事がどれだけ大変か身をもって勉強せよ」と言い、松岡弘、伊勢孝夫、杉浦享ら選手15人がヤクルトレディに同行してヤクルトを販売させられた

（杉浦は現役引退後、コーチを経てヤクルト本社に勤務している）。
以下、松園尚巳オーナー時代のヤクルト一軍監督
- 別所毅彦
- 小川善治
- 三原脩
- 荒川博
- 広岡達朗
- 武上四郎
- 土橋正幸
- 関根潤三
- 野村克也